# تاکرو ساتو
تاکرو ساتو (انگلیسی: Takeru Satoh؛ زادهٔ ۲۱ مارس ۱۹۸۹) یک هنرپیشه، و خواننده اهل ژاپن است. وی از سال ۲۰۰۶ میلادی تاکنون مشغول فعالیت بوده‌است.
او با بازی در نقش کنشین هیمورا (انگلیسی: kenshin himura) در سه گانه فیلم شمشیرزن دوره گرد (فیلم) در عرصه بازیگری به شهرت رسید.
او در سریال ریومادن بازی کرده است.

## فیلم
| سال  | نام                                  | نقش            |
| ---- | ------------------------------------ | -------------- |
| 2007 | کامن ریدر دن-او: من متولد می‌شوم      | ریوتارو نوگامی |
| 2009 | گوئمون                               | سایزو          |
| 2012 | شمشیرزن دوره‌گرد                      | کنشین هیمورا   |
| 2014 | شمشیرزن دوره‌گرد: جهنم کیوتو          | کنشین هیمورا   |
| 2014 | شمشیرزن دوره‌گرد: افسانه پایان می‌یابد | کنشین هیمورا   |
| 2018 | اینویاشیکی                           | هیرو شیشیگامی  |
| 2019 | در جستجوی اژدها: داستانی برای تو     | روکا (صدا)     |
| 2021 | شمشیرزن دوره‌گرد: پایان               | کنشین هیمورا   |
| 2021 | شمشیرزن دوره‌گرد: آغاز                | کنشین هیمورا   |
| 2021 | بل                                   | اژدها (صدا)    |